# Mecanització per abrasió
La mecanització per abrasió o rectificat és un procés de mecanització basat en la remoció de ferritja, és a dir, és un procés amb arrencada de ferritja per abrasió de les superfícies, fent ús d'un gra abrasiu com a ferramenta de tall. És molt usat quan els requisits d'acabat superficial i exactitud dimensional són molt exigents, ja que el procés ens permet eliminar quantitats menudes de material, fins i tot micres. A més també s'utilitza quan el material a rectificar és massa dur o fràgil, sent impossible l'ús d'altres processos o d'altres ferramentes que no siguen les utilitzades per aquesta mecanització com són les moles.
Podem citar com a diferències principals amb altres mecanitzacions, així com les diferències de les accions del gra amb les ferramentes de punta, les següents:
1. Les ferramentes s'anomenen moles que disposen d'un nombre indefinit d'arestes, formades pels nombrosos grans abrasius units per mitjà d'un lligant, aglutinant o aglomerant.
2. Els grans individuals són irregulars i la distància entre ells és aleatòria. En conseqüència els punts de tall també ho són.
3. La seva distància radial és variant.
4. És un procés no estacionari, aleshores els angles del pla de cisallament varien en tot el tall, però sempre són angles menuts. L'angle mitjà d'atac dels grans és molt negatiu de l'ordre de -60 graus o inclús menors. En conseqüència la formació de la ferritja té característiques diferents de la formació d'aquesta en altres processos. La ferritja sofreix una deformació major que en els processos de tall. Els angles petits fan que la component normal de la força de tall siga major que la component del moviment, fent que les forces de repulsió de la peça siguen elevades.
5. La mida de la ferritja lliurada pel procés és molt menuda, en termes de micres.
6. Les velocitats de tall són molt elevades, normalment de 1.800 m/min però poden aplegar a 4.000 m/min.
7. L'energia consumida en aquest procés és molt elevada, transformant-se en calor en les superfícies de contacte de la peça i de la ferramenta. Aproximadament 85% en la peça, 5% en la ferritja, 10% en la ferramenta.[1]
8. El principal problema en aquest tipus de mecanització és la calor adquirida per la peça, ja que es poden produir cremades, esquerdes superficials, tensions superficials, revinguts en la superfície i altres efectes. Açò fa necessari l'ús de fluids per tal de refrigerar més que per lubricar.

## Paràmetres bàsics del procés
En el rectificat existeixen quatre paràmetres bàsics que tenen influencia en el procés. Aquestos paràmetres són: La velocitat perifèrica, profunditat de passada i avanç de la mola i les característiques pròpies de l'eina de tall, que influeixen de la següent manera.
1. Velocitat perifèrica de la mola. Aquest paràmetre es relaciona amb el grau d'eliminació de material, a més velocitat major eliminació, i al contrari, quan menor velocitat menys material s'elimina. Per altra banda, aquesta velocitat també pot originar problemes que estan relacionats amb la temperatura, com són deformacions plàstiques, esforços residuals, formació de capes de martensita, etc. Aquestos problemes es poden evitar utilitzant fluids per lubricar la zona que estem treballant.
2. Profunditat de passada i velocitat d'avanç de la mola. Aquests paràmetres estan relacionats amb la qualitat dimensional i la qualitat superficial que volem aconseguir en el rectificat. Aconseguirem més precisió i un acabat més fi quan més xicotets siguen aquestos paràmetres. Per contra, a major profunditat i velocitat, menys precisió dimensional i major rugositat superficial.
3. Característiques de la mola. Aquest paràmetre té a veure amb la forma de la mola, el seu grau, els aglutinants que uneixen els grans, etc. És a dir: amb les qualitats que té la mateixa mola amb la qual treballem.

## Eines de rectificar (moles)

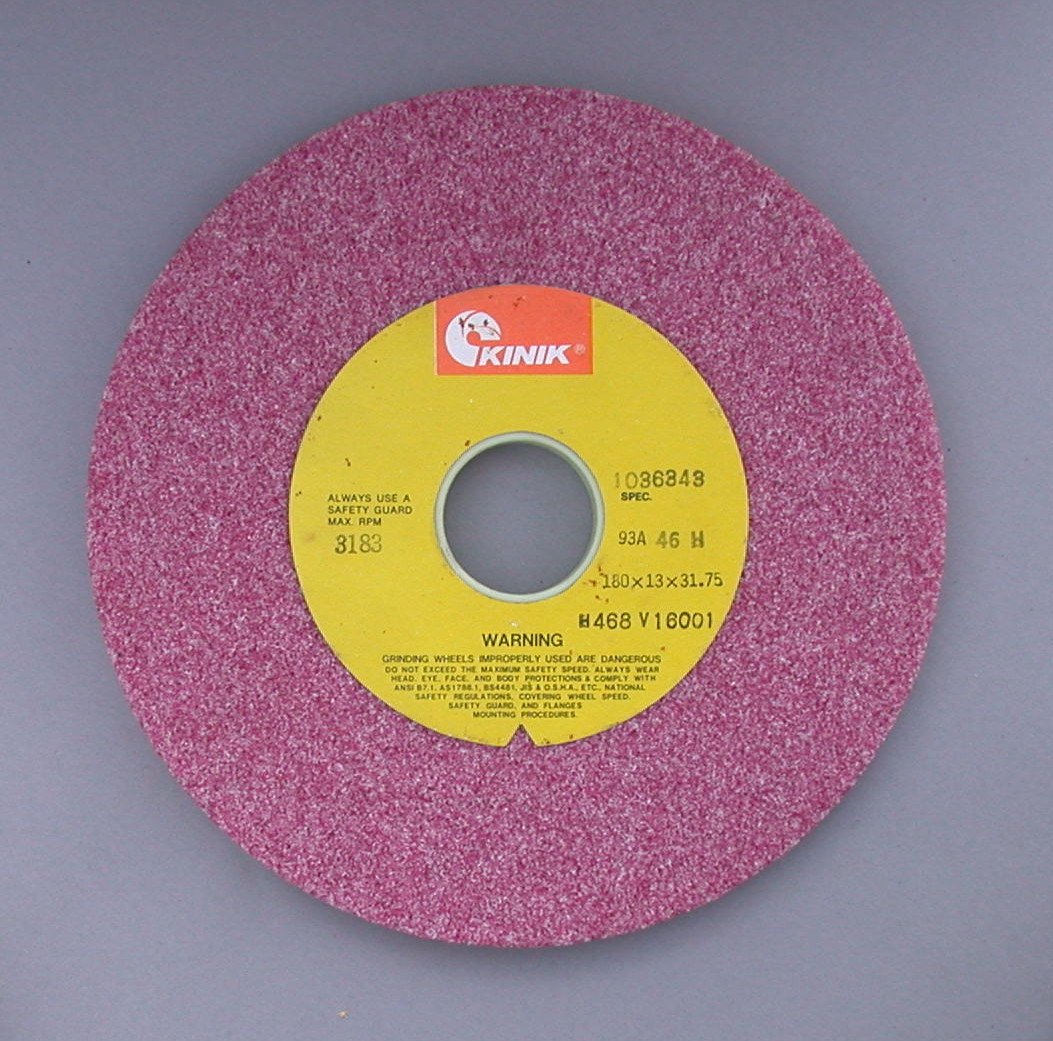
Mola abrasiva.

Esquema de com les partícules abrasives de la mola, arranquen la ferritja.

Les moles són les eineses de tall utilitzades per a realitzar el rectificat, tenen característiques que afectaran a l'hora de treballar la peça. Estan constituïdes pel gra abrasiu i l'aglutinant que uneix aquests grans. Cada un d'aquests components ha de complir unes característiques que ens asseguren un bon funcionament de l'eina i, per tant, un bon resultat en l'operació de rectificat.
Quant a les característiques que ha de tindre el gra abrasiu es poden destacar: la duresa, que permet treballar materials durs, la tenacitat, la qual evita que es trenquen els grans pels colps, a més d'altres característiques com són la resistència al desgast per fricció, ja que el fregament arrodoneix els grans i, per tant, es perd qualitat en el tall i la uniformitat en grandària, per poder obtenir un bon acabat superficial. Totes aquestes propietats estan relacionades amb un altre paràmetre que s'anomena friabilitat, que és la facilitat en la que es trenquen els grans abrasius. Aquesta propietat determina la característica d'esmolar-se a si mateixa que tenen les moles i que permet no perdre la capacitat abrasiva de la mola en el procés.
Per altra banda, quan classifiquem les moles segons la grandària del gra, en realitat estem parlant del nombre dels grans que hi ha en funció de la malla, quan menor és la mida del gra, major és el nombre de grans. Per tant, la granulometria de l'abrasiu es mesura mitjançant el nombre de fils per polzada que té la malla que s'usa per a separar els grans, obtenint així una classificació en la qual com menor és el nombre de classificació major és el grossor, per exemple de 8-16 el gra és molt gros, 100 és fi, 240-600 és superfí.
Els tipus d'abrasius més utilitzats són: òxid d'alumini (Al₂O₃), també anomenat Alundum o Corindó, el carbur de silici (CSi) o Carborúndum, nitrur de bor cúbic (NB) i el diamant natural o sintètic.
Si parlem del lligant o aglutinant, que uneix els grans abrasius, podem citar com a característiques principals que ha de tindre perquè l'eina treballe en bones condicions, les següents: La primera característica és que ha de tindre una bona tenacitat, la segona una bona resistència al calor i també ha de ser resistent als fluids lubricants que s'usen en el tall, ja que si no és resistent a l'atac dels fluids podria produir la ruptura de la pedra. Altra característica, molt important, és la capacitat de retenir el gra abrasiu front als esforços de tall i la força centrifuga. Aquesta capacitat és la que anomenem grau de la mola, per tant, si una mola té un grau menut la mola es desgasta o s'esmicola ràpidament. Aquesta propietat també es relaciona amb la capacitat de la mola d'esmolar-se a si mateixa, ja que al desprendre's els grans més exteriors apareixen els interiors que estan per sota dels que desapareixen. Per altra banda si el grau és alt, la pedra pot mantenir la forma durant més temps però cal tindre en compte que al no desprendre's els grans, aquestos perdrien la capacitat de tall, a més que podrien produir un embotiment de la superfície i hauríem d'esmolar la pedra periòdicament. Generalment s'usen les moles de grau baix en: materials molt durs, en superfícies amb un ampli contacte entre material i pedra, i quan les velocitats de la peça són baixes i per contra quan les velocitats de la mola són elevades. Les pedres d'un grau alt s'usen en cas contrari al de les pedres de grau menut.
Els tipus d'aglomerants amb més ús són: l'aglomerat vitrificat o ceràmic, que constitueix moles poroses, homogènies, rígides i amb una bona resistència als fluids lubricants.Resinoides o pedres orgàniques, que tenen major flexibilitat que les ceràmiques. L'hule que és l'aglomerant més elàstic. També s'usen els aglomerants metàl·lics, la seva adhesió es realitza a alta pressió i temperatura. Altres tipus d'aquests són els aglomerants amb base de silicats, base de goma, base de laca i amb base de resina sintètica.
Quant a l'estructura de la mola és important parlar de la disposició i densitat de grans en el lligant de les pedres abrasives i també de la porositat. Si els grans estan molt junts l'estructura és tancada o densa, per contra si estan molt separats l'estructura és oberta. La porositat és important, ja que aquesta permet el lliurament de la ferritja que es forma en el rectificat, també permet una millor circulació dels lubricants i una major velocitat de rotació. Per contra, si la porositat és alta hi ha pocs grans i, per tant, pocs punts de tall, el que fa que el temps de tall siga més alt i, per tant, la productivitat baixa.

## Forces del rectificat
Serveixen per determinar flexions que poden aparèixer en les peces i les màquines de rectificat, a més per saber la potència requerida durant el procés i per al disseny de les rectificadores. Aquestes forces provoquen distorsions dimensionals i són crítiques en el rectificat de precisió. Si es suposa la força del gra proporcional a l'àrea transversal de la ferritja sense deformació, es pot demostrar que la força del gra (força tangencial de la pedra) són proporcionals a les variables del procés de la següent manera:
força de gra ∝ {\displaystyle \left[\left({\frac {\upsilon }{U}}\right)\cdot {\sqrt {\left({\frac {d}{D}}\right)}}\right]}
Aquesta força és més menuda que les forces de tall d'altres processos. És preferible una força menuda per evitar errades dimensionals i per evitar distorsions en la peça. Aleshores, podem calcular dos tipus de forces en aquest procés. La força de tall Ft, la qual és tangencial a la pedra, i la força d'espenta, Fn, que és normal a la superfície. Per al càlcul d'aquestes forces és necessari parlar també de l'energia dissipada i de l'específica en el procés, i nomenar altres paràmetres com són la rapidesa de remoció de materials, la potència i la potència consumida.
L'energia dissipada per produir la ferritja és la suma de les energies necessàries per formar la ferritja, el ratllat (solcs de material) i per la fricció entre les superfícies de l'eina i la superfície de la peça. Per altra banda l'energia específica és l'energia per unitat de volum de material eliminat en el rectificat.
Els altres paràmetres a nomenar són:
- Rapidesa de remoció de material {\displaystyle RRM=d\cdot w\cdot \upsilon }

On d=profunditat de tall
W=ample de tall
υ=velocitat d'avanç de la peça
- La potència consumida {\displaystyle Pc=u\cdot RRM}

On u=energia específica
- Potència {\displaystyle P=T\cdot w} on {\displaystyle T=Ft\cdot \left({\frac {D}{2}}\right)}

On ω=velocitat angular de la pedra
D=diàmetre de la pedra

## Refrigerants
Com en comentat en apartats anteriors, l'efecte de la temperatura és considerable. Per això cal fer ús de refrigerants. A més, aquests també serveixen per a ajudar a l'eliminació de la ferritja produïda durant el procés.
Els fluids més comuns emprats per a tal fi són químics solubles a l'aigua, olis sintètics i olis derivats del petroli. És important que el fluid refrigerant s'apliqui directament a la zona de remoció de la ferritja, per tal d'evitar que aquest es surti fora de la peça per la ràpida rotació de la mola.
La composició d'aquests fluids refrigerant dependran del material que estem treballam, com veiem a continuació:
| Material a treballar | Tipus de refrigerant                                                                             |
| -------------------- | ------------------------------------------------------------------------------------------------ |
| Alumini              | Oli de baixa potència                                                                            |
| Llautó               | Oli de baixa potència                                                                            |
| Ferro colat          | Oli emulsiu resistent, oli químic de poca potència, oli sintètic                                 |
| Acer dolç            | Oli resistent, soluble en aigua                                                                  |
| Acer inoxidable      | Oli emulsiu resistent, oli químic resistent, oli sintètic                                        |
| Plàstics             | Oli soluble en aigua, oli emulsiu sec, resistent, oli químic sec, de poca potència, oli sintètic |

## Factors clau del procés de rectificat

### Temperatura
La temperatura afecta en el procés, ja que apareixen dilatacions i contraccions tèrmiques. Aquestes, afecten negativament a les propietats físiques de les superfícies i poden causar esforços residuals en la peça. També afecta en el control de l'exactitud dimensional, ja que el calor que es genera entra en part a la peça i aquest fet expandeix la zona treballada. L'augment de temperatura es relaciona de la següent manera amb les diferents variables del procés:
Augment de la temperatura ∝ {\displaystyle D^{\left({\frac {1}{4}}\right)}\cdot d^{\left({\frac {3}{4}}\right)}\cdot \left({\frac {V}{\upsilon }}\right)^{\frac {1}{2}}}
Alguns dels problemes que apareixen en el rectificat per l'acció de la temperatura són, per exemple, les espurnes, que poden adquirir forma esfèrica i solidificar-se en forma de partícules metàl·liques, el revingut i ablaniment de la superfície de la peça. També el cremat de la superfície, que pot produir transformacions de fases amb formació de martensita en alguns acers, produint canvis en les propietats superficials reduint la ductilitat i tenacitat. Altre problema és l'esquerdament tèrmic fent que la superfície adquireixi baixa resistència a la fatiga i a la corrosió.

### Esforços residuals
Els esforços que apareixen són de tracció i compressió. El principal causant d'aquest problema són els gradients de temperatura, per altra banda el mateix tall, la seva forma d'aplicació i els paràmetres del mateix procés de rectificació influeixen en la magnitud dels esforços. Al mateix temps aquestos esforços afecten negativament a la resistència a fatiga del material.

### Desgast de les pedres abrasives
El principal problema del desgast afecta a la forma final de la peça, principalment a la precisió dimensional. Existeixen diferents mecanismes que produeixen el desgast. Els principals són: Desgast per fricció, desgast per la fractura del gra abrasiu i desgast per fractura de l'aglomerant que uneix aquestos grans.

## Tipus de rectificats

### Cilíndric o de superfícies de revolució
És un rectificat que mecanitza les superfícies exteriors, interiors i escalonades de les peces, utilitzant rectificadores cilíndriques. Existeixen distints tipus de rectificat cilíndric segons la part que es mecanitza i el mètode utilitzat per a la subjecció de les peces.

#### Rectificat exterior
1. Entre punts o centrat. La peça a rectificar es col·loca en un eix, entre dos punts, una mordassa o en algunes ocasions en un plat. La mola es mou amb una certa velocitat de tall i la peça cilíndrica és la que va i ve gràcies a un gos d'arrossegament. En les peces més grans és la pedra la que es mou per a realitzar l'operació. En qualsevol cas, els eixos són paral·lels i el moviment de la peça a rectificar i de la pedra són contraris i de distinta velocitat. Les rectificadores cilíndriques es caracteritzen per tenir un diàmetre i una longitud màxima que poden treballar. A més la profunditat de tall és la que marcarà l'avanç de la peça o de la ferramenta i serà la que determina la qualitat i exactitud dimensional. Per altra banda els eixos en les rectificadores universals es poden inclinar respecte al pla horitzontal per a mecanitzar diferents formes com poden ser cons i altres formes. També existeixen rectificadores amb control computeritzat que ens permeten obtenir major exactitud dimensional. A més ens permeten treballar amb peces que no són exactament cilíndriques variant la distancia entre els eixos de la peça i la ferramenta.

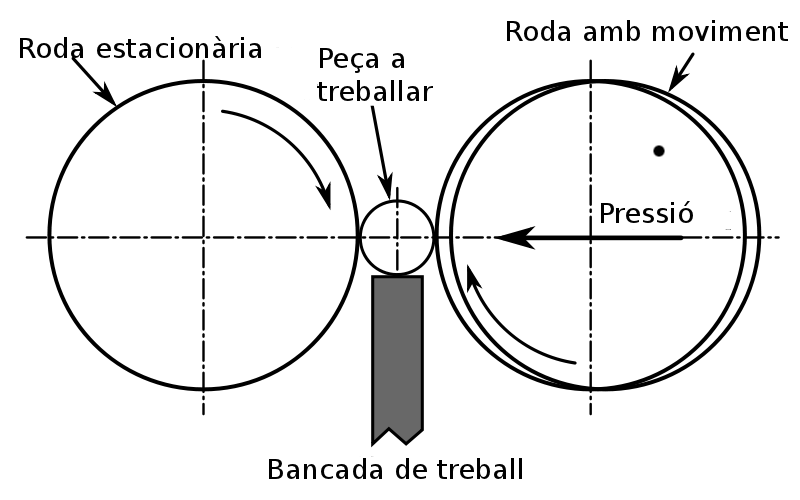
Esquema rectificat exterior, sense punts o descentrat.

1. Sense punts o descentrat. En aquest tipus de rectificat no es necessita fixar la peça entre punts, ni mordasses, sinó entre dues fulles de tall. Per tant, és un procés molt ràpid i no necessita personal qualificat. Una de les fulles és més gran que l'altra. La roda gran és la que rectifica mentre que la menuda, mola conductora, produeix el moviment, tant de rotació com d'avanç de la peça. La mola conductora està inclinada respecte a la rectificadora i té menor velocitat que aquesta. Altre avantatge d'aquest tipus de rectificat esque no és difícil aconseguir el control dimensional al no deformar-se la peça, i a més es poden utilitzar moles molt grans que dificulten el desgast reduint-lo al mínim. Per contra, la maquinària és específica i només treballa amb peces redones i amb limitacions si el diàmetre no és uniforme.

#### Rectificat interior
1. Entre punts o centrat. Mecanització que rectifica l'interior de la peça amb una mola menuda. El moviment de gir es transmet a l'objecte a rectificar mitjançant un plat i la mola té un moviment d'entrada i d'eixida a la peça. Quan el moviment de gir és difícil de produir, s'usen rectificadores planetàries d'interiors. En aquestes rectificadores la mola gira sobre ella i a més al voltant de l'eix de la peça que volem treballar.
2. Sense punts o descentrat. Té el mateix funcionament que el rectificat d'exteriors sense punts, però la mola té el moviment d'avanç en el procés, i el moviment de gir el proporcionen dos o més rodes exteriors i que a més subjecten la peça.

### Pla o de superfícies planes
És una mecanització que s'aplica a superfícies planes per obtenir aquest tipus de superfícies, encara que fent servir moles de forma podem obtenir altre tipus més irregular. Usualment s'usen plats magnètics, cargols,o altres mecanismes especials de subjecció. Distingim dos tipus de rectificat pla, frontal i tangencial.

#### Rectificat frontal
En aquest tipus de rectificat s'usa una pedra plana, i l'eix de rotació d'aquesta és perpendicular a la superfície que volem rectificar, hi ha dos tipus de màquines bàsiques que s'usen per a aquest procés segons el moviment de la taula. Aquest són:
1. Rectificadora frontal de taula oscil·lant o transversal. En el rectificat transversal la taula es mou longitudinalment en un moviment que va i ve lateralment. La mola és de major diàmetre que la peça i s'aconsegueix així una gran planicitat en les peces que volem rectificar. En aquest rectificat no hi ha penetració.
2. Rectificadora frontal de taula rotatòria. Com el seu nom indica el moviment de la taula es realitza de forma radial. És usual tindre més d'un capçal perquè la peça estiga acabada només en una passada, per altra banda també es pot acabar més d'una peça en una preparació segons el muntatge de la maquinària.

#### Rectificat tangencial
El rectificat tangencial es caracteritza pel fet que l'eix de rotació de la mola és paral·lel a la superfície de la peça que es vol treballar. Existeix també en el rectificat tangencial, el rectificat amb penetració, que com el nom indica la pedra té un avanç radial cap a la peça i treballa com si rectificara una ranura. Hi ha també dos tipus bàsics de màquines que realitzen l'operació i que es classifiquen segons el moviment de la taula. Aquest són:
1. Rectificadores tangencials de taula oscil·lant. La taula de la màquina de rectificar es mou longitudinalment en una moviment que va i ve lateralment, igual que en el rectificat frontal.
2. Rectificadores tangencials de taula rotatòria. La taula té un avanç rotatiu que produeix superfícies de gran planicitat. Té l'inconvenient que l'admissió de peces és limitat.

## Processos de superacabat

### Brunyit (Honing)

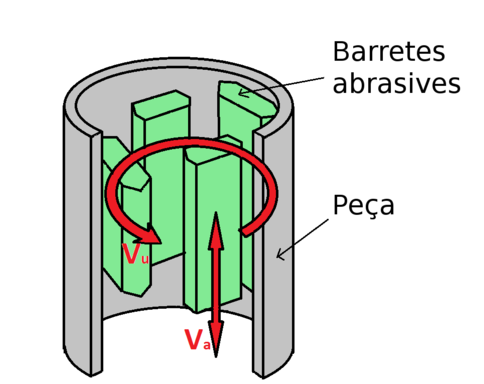
Esquema brunyit d'interiors

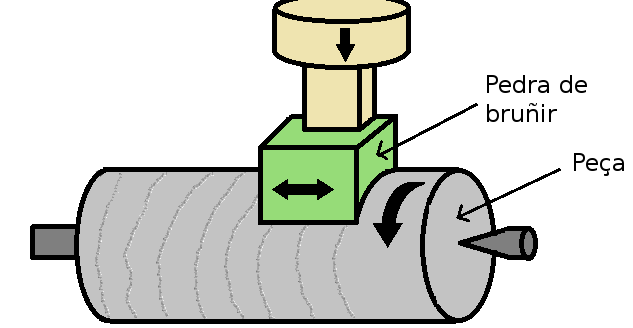
Esquema brunyit d'exteriors

El brunyit és un procés de superacabat amb arrencada de ferritja i amb abrasiu dur que es realitza a una peça rectificada prèviament, amb l'objectiu d'elevar la precisió i qualitat superficial a més de millorar la macrogeometría (cilindricitat, planicitat, rodonesa, etc.). En aquest procés s'eliminen petites quantitats de material (espessors de 0'13mm). En la majoria dels casos, aquesta operació s'utilitza per a rectificar diàmetres interiors. Això consisteix a allisar i millorar la superfície amb relleus i / o solcs unidireccionals per mitjà de pedres brunyidores. És comú en la fabricació de camises de motors, bieles, diàmetres interiors d'engranatges, etc. El brunyit és una operació d'acabat de la superfície, no una operació de modificació de la geometria en brut.
Les eines que s'utilitzen per a aquest fi s'anomenen pedres o barretes abrasives, i tenen un gra fi (que oscil·la entre 80 i 600).
Podem diferenciar dos tipus de brunyit: el d'interiors i el d'exteriors.
- En el brunyit d'interiors, l'eina té un moviment giratori relativament lent (15–90 m/min). Al mateix temps aquesta posseeix un moviment lineal de dalt a baix, que va atacant la peça a rectificar. Aquest moviment és variable, per tal que un mateix gra no repeteixi la mateixa trajectòria.
- En el brunyit d'exteriors, la peça es subjecta entre dos punts i es fa girar mentre l'eina fa un moviment longitudinal oscil·latori variable. Aquest moviment es realitza d'aquesta manera per la mateixa raó que abans.

En ambdós tipus s'utilitza com a refrigerant un fluid lubricant compost el 80% per petroli i el 20% per oli universal.

### Superbrunyit (Super-Finish)
També conegut com a micromecanització, és un procés metal·lúrgic que millora l'acabat de la superfície i la geometria de la peça a treballar. Això s'aconsegueix mitjançant l'eliminació de només la capa superficial amorfa deixada per l'últim procés amb una pedra abrasiva, aquesta capa està generalment prop d'una micra de magnitud. A diferència del brunyit, aquest procés crea un patró d'ombrejat en la peça de treball. Aquesta operació es realitza aplicant una pressió lleu sobre les barretes (0,72,8 Kp/cm²), carreres ràpides (més de 400 per minut) i curtes (inferiors a 6 mm). S'acompanya amb un reg abundant de lubricant de baixa viscositat.

### Lapidatge
És una operació de mecanitzat, en la qual dues superfícies es freguen entre elles mitjançant un pols abrasiu. Aquest s'impregna a un tac de material tou(sempre més tou que el material a mecanitzar), que serà el que es fregue contra la peça. Al produir-se aquesta fricció l'abrasiu s'adhereix a la superfície del tac formant un polidor. La mida de gra emprat va des 120 fins al gra més fi.
Els espessors que s'eliminen durant aquest procés són molt petits, de l'ordre de 0,025 mm. Principalment s'utilitza per a eliminar els senyals de rectificat o de brunyit o per a obtenir superfícies molt planes o molt llises (com per exemple, les cares d'un patró de mesura). Es pot aplicar tant a metalls com a no metalls.

## Operacions de mecanitzat amb abrasius
Quan estem parlant de mecanització per abrasió, la major part del temps ens estarem referint a operacions de rectificat. A pesar d'això, també existeixen un conjunt d'operacions amb arrancada de ferritja per aquest mètode, que s'aproximen més a processos més típics, com poden ser el ranurat o el trossejament. D'aquestes operacions de mecanitzat amb abrasius podem destacar:
- Ranurat i trossejament
- Afilat d'eines: S'utilitzat per afilar eines com broques, fileres, escariadors i altres de tall únic i acer ràpid.
- Amolat: Es tracta de desgastar una peça per tal de donar-li forma
- Desbarbat: Consisteix a eliminar gran quantitat de material, sense importar massa l'acabat superficial de la peça.